# Palude di San Genuario e San Silvestro
Palude di San Genuario e San Silvestro este o arie protejată (arie de protecție specială avifaunistică — SPA) din Italia întinsă pe o suprafață de 1.248 ha, integral pe uscat.

## Localizare
Centrul sitului Palude di San Genuario e San Silvestro este situat la coordonatele 45°13′13″N 8°10′58″E / 45.2202°N 8.1829°E.

## Înființare
Situl Palude di San Genuario e San Silvestro a fost declarat arie de protecție specială avifaunistică în octombrie 2006 pentru a proteja 1 specie de plante și 47 de specii de animale.

## Biodiversitate
Situată în ecoregiunea continentală, aria protejată conține 5 habitate naturale: Păduri aluvionare cu Alnus glutinosa și Fraxinus excelsior (Alno-Padion, Alnion incanae, Salicion albae), Lacuri eutrofice naturale cu vegetație de tip Magnopotamion sau Hydrocharition, Cursuri de apă de la nivel de câmpie la nivel montan, cu vegetație Ranunculion fluitantis și Callitricho-Batrachion, Ape puternic oligomezotrofe cu vegetație bentonică cu Chara spp., Păduri de stejar sau de stejar și carpen sub-atlantice și medio-europene de Carpinion betuli.
La baza desemnării sitului se află mai multe specii protejate:
- plante (1): Marsilea quadrifolia
- păsări (37): privighetoare-de-baltă (Acrocephalus melanopogon), pescăruș albastru (Alcedo atthis), egretă mare (Ardea alba), stârc roșu (Ardea purpurea), stârc galben (Ardeola ralloides), ciuf de câmp (Asio flammeus), rață roșie (Aythya nyroca), buhai de baltă (Botaurus stellaris), bătăuș (Calidris pugnax), caprimulg (Caprimulgus europaeus), chirighiță neagră (Chlidonias niger), barză albă (Ciconia ciconia), barză neagră (Ciconia nigra), erete de stuf (Circus aeruginosus), erete vânăt (Circus cyaneus), gușă vânătă (Cyanecula svecica), egretă mică (Egretta garzetta), șoim de iarnă (Falco columbarius), șoim călător (Falco peregrinus), vânturel de seară (Falco vespertinus), ciovlica roșcată (Glareola pratincola), acvilă pitică (Hieraaetus pennatus), piciorong (Himantopus himantopus), stârc pitic (Ixobrychus minutus), sfrâncioc roșiatic (Lanius collurio), ciocârlie de pădure (Lullula arborea), gaia neagră (Milvus migrans), gaia roșie (Milvus milvus), stârc de noapte (Nycticorax nycticorax), vultur pescar (Pandion haliaetus), viespar (Pernis apivorus), lopătar (Platalea leucorodia), țigănuș (Plegadis falcinellus), cresteț pestriț (Porzana porzana), chiră de baltă (Sterna hirundo), fluierar de mlaștină (Tringa glareola), Zapornia parva
- amfibieni (1): Triturus carnifex
- mamifere (1): liliacul mare cu potcoavă (Rhinolophus ferrumequinum)
- nevertebrate (1): fluturele purpuriu (Lycaena dispar)
- pești (6): Barbus plebejus, Cobitis bilineata, Lethenteron zanandreai, Protochondrostoma genei, Rutilus pigus, Telestes muticellus
- reptile (1): țestoasa de baltă (Emys orbicularis)

Pe lângă speciile protejate, pe teritoriul sitului au mai fost identificate 6 specii de plante, 5 specii de amfibieni, 2 specii de mamifere, 2 specii de nevertebrate, 5 specii de reptile.